# KLAN
『KLAN』（クラン）は、田中芳樹原案のライトノベル。1995年に雑誌『jump novel』に掲載され、それをまとめた1巻がジャンプ ジェイ ブックス（集英社）より同年10月に刊行された。2巻以降は他の複数の作家たちによって書き継がれ、スーパーダッシュ文庫（同）にて2001年10月から2008年8月まで刊行された。
2010年10月より2012年1月まで『FlexComixネクスト』で漫画化作品が連載されていた。作画はフカキショウコ。

## ストーリー
遠い昔、現代のタクラマカン砂漠にあたる場所に巨大な湖があった。湖の恵みは大きく周辺に暮らす人々は平和に生活していた。そこには動物に変身する等の特殊能力・ハムルを持つ者がおり、彼らはハムランムルと呼ばれていた。
数万年もの長い歴史の中で気候は変化し、大陸内部では乾燥が進み湖は縮小していった。それに伴いハムランムルの間で食料をめぐる争いが起こった。彼らはやがて四つの血族に分かれると故郷を離れ、四方へと散っていった。
そして現代、その子孫である日高虎之介は、自分が東方に移り住んだ血族・虎の血族（タイガー・クラン）の血を引くとも知らず普通の高校生として暮らしていた。そんなある日、疎遠だった父・日高洋行から風子という異母妹がいると知らされ、彼女を守るように頼まれる。その翌日、ニュースで日高洋行の自殺が報じられた。勤めていた東亜建設で行っていた汚職が露見したために自殺したのだという。だが、妹の存在を教えられた時に渡された封筒の中には事件の真相が記されていた。父から知らされた小学校で風子と対面した虎之介。そのまま彼女が母親と住む家に向かった二人の目の前で突然、風子の家が燃え上がった。思わず飛び出そうとする風子を引きとめ、自ら家に近づこうとする虎之介。その隙に作業服を着たいくつもの人影が現れ、妹はバンに押し込まれ誘拐されてしまった。
これらの事件の裏には四つの血族の一つ・獅子の血族（ライオン・クラン）の頂点に立つイギリス貴族リンフォード伯爵の影があった。彼は他の血族を支配するという野望を抱き陰謀をめぐらしていた。父を殺され、妹をさらわれた虎之介は、行く先で出会う仲間達とともに伯爵に戦いを挑んでいくことになる。

## 登場人物
日高虎之介（ひだか とらのすけ）
虎の血族。本編の主人公。普通の高校生として生活していたが、汚職にまつわる父の不審死をきっかけに、ハムランムルとしての因縁とリンフォード伯爵の陰謀に巻き込まれることになる。潜在的にひときわ強大なハムルを持ち、ハムランムルとしての素質にかぎって言えばリンフォード伯爵すらも凌駕する。
ゴッドホープ・グレーヴス
獅子の血族。第10代リンフォード伯爵。インド人の血を引くイギリス貴族。表と裏、両方の世界で大きな力を持つ。表の世界では実業家として、また環境保護に援助の手を差し伸べる慈善家としても知られているが、内心では血族ではない普通の人間を軽蔑しきっている。獅子の血族の支配者として君臨し、それにとどまらず他のすべて血族を支配し統一するという野望を抱く。ハムランムルとしても強力で、誇り高い自信家である。同時に傲慢さと残忍さも持ち合わせており、目的のためには手段を選ばない。
日高洋行（ひだか ひろゆき）
虎之介の父。大企業・東亜建設の重役。部下のOLと不倫した結果、妻と別居した過去がある。別居した後も仕送りは毎月欠かさなかったが虎之介からは激しく嫌悪されている。久しぶりの再会のおりに妹の存在を息子に教えた翌日、ニュースで自殺が報じられる。虎の血族だがハムルに覚醒することはなかった。
日高風子（ひだか ふうこ）
虎の血族。虎之介の異母妹。虎之介との出会いから間も無く伯爵の配下に誘拐されてしまう。
ルネ・ド・マリヴェール
狼の血族。大伯父ピエールとともに来日したフランス人の美少女。血族の統率者であるピエールから後継者として認められ多くのことを学んだ。大伯父をリンフォード伯爵に殺された後、狼の姿であてもなく異国の街をさまよっていた時に虎之介と出会う。
ピエール・ド・マリヴェール
狼の血族の統率者。かつて対ナチスのレジスタンスとして活動した。リンフォードに従わなければ狼の血族を襲わせると脅迫され、ルネとともに来日。だがこの時点でハムルが暴走した状態にあり、思うように制御できなくなっていた。最後に一矢報いようと狼の姿で伯爵に襲い掛かろうとするが、かなわず射殺される。
アレクセイ・ニコライヴィッチ・カザノフ
熊の血族。アリョーシャの愛称で呼ばれる。ソ連時代に工作員としての教育を受けた少年。整った容姿を持ち、訓練時代に学んだ関西弁で話す。
佐伯喜一郎（さえき きいちろう）
東亜建設の社長。汚職の罪と責任を全て日高洋行に押し付け、証拠隠滅といったお膳立てを整えたところで自殺させようと計画していた。証拠物件を消し、事情を知る者を消そうと次男の幹二を差し向ける。
佐伯幹二（さえき かんじ）
佐伯喜一郎の次男。兄と違い出来はよくないが父親から溺愛されている。小太りで大人しそうに見えるが、実際は自制心が無く欲望のままに行動する凶暴な若者。過去にも数々の凶行を行ってきたが、父の後ろ盾のおかげで罰されることはなかった。
アン・モルレー
リンフォード伯爵の女性秘書。
スタンレー
リンフォード伯爵の部下である退役軍人。
國弘政夫（くにひろ まさお）
興亜大学で教鞭をとる、動物行動学の権威。立花美笛の担当教官。虎之介たちが風子を取り戻そうとした際に起こった騒動を穏便に済ますために伯爵が用意した動物の死体を検死するよう警察から依頼される。
立花美笛（たちばな みふえ）
國弘政夫のもとで研究をしている大学院生。國弘政夫の代理として動物の死体の検死をすることになる。一度は騒動を起こした動物の死体だとしたものの、独自に真相をつきとめるため動き出す。モルレーの前で死体を使った偽装のからくりを暴いたことで危険視され命を狙われる。
イリーネ・ギンデル
リンフォード伯爵の部下。ルーマニア出身で、貧しい境遇にあったが天性の身体能力を見出され、国立体育学校での教育を経て国の代表となるが、アメリカで開催された大会でドーピングが発覚し、名声も将来も失ってしまう。その後治安警察の目に留まり工作員として訓練を受けたが、政変によってまたしても居場所を失ったところを伯爵に拾われる。
日高孝行（ひだか たかゆき）
日高洋行の弟で虎之介、風子の叔父にあたる。ビジネスマンとしての道を選んだ兄とは異なり出家して僧侶となった。守る人がいなくなった寺・浄眼寺を管理しており、伯爵に追われ彼を頼ってきた虎之介たちを受け入れる。
狩野由加子（かのう ゆかこ）
向陵女子学園に通うさえない少女。周囲から阻害され自信を持てないでいたが、虎之介との出会いをきっかけに変わり始める。
佐藤郁美（さとう いくみ）
由加子とは中学以来の友人。長身で運動神経に優れる。竹を割ったような気のいい性格をしている。中学生のときに由加子をおそったいじめにもただ一人加わろうとしなかった。
アンドレイ・ユジンスキー
表向きはロシア共和国在札幌領事館に勤務する文化担当の二等書記官。裏では旧KGB・現ロシア対外情報局の工作員としての顔を持ちアリョーシャとは古い知り合いである。
ジュリエッタ・グレーヴス
獅子の血族。愛称はジョアンナ。リンフォード伯爵の姪で最も信任厚い血縁者。伯爵と同様な精神性の持ち主で、ライオンの姿で「狩猟」を行うことを楽しみとする。
アラ、ミナ
ジョアンナの部下。獅子の血族でインド系の双子。
日高賢三（ひだか けんぞう）
日高神社の宮司で洋行と孝行の父。旧姓は植野。戦時中、日本軍陸軍大尉としてインドの地に潜入したが。率いていた小隊がコレラにみまわれ危機に陥る。そのとき親日家のマハラジャ、ラヒンドル・シンに助けられ、領地を徘徊する人食いライオンの退治を依頼された。原爆で広島に残してきた前妻と家族を失っている。
リナル・シン
ラヒンドル・シンの孫で世界的にホテル業を展開するシン・グループの経営者。若い頃インド人というだけでホテルへの立ち入りを止められた屈辱を胸に小さなホテルを買い取り、やがて世界的な高級ホテルグループを築き上げた。獅子の血族でありながら獅子の血族を憎んでいる。自身はハムルに目覚めておらず、本人はそれを幸いだと考えている。
ルシアーナ・ルシャイロワ
アリョーシャのかつての恋人。愛称はルシア。熊の血族の最高位に位置する少女。わずか十七歳にして陸軍機動歩兵師団の司令官。彼女とその部隊ロシオボロネクスは裏では傭兵としても活動している。
レオニード・グルジフ
ルシアの部下で階級は大尉。熊の血族の中でも最強と呼ばれる戦闘能力の持ち主。
李麗汎（レイ ライファン）
香港を中心に活動する虎の血族。13歳にしてインターネットカジノを運営する新興ネット企業「虎覇電征（タイガー・ネット）」を経営する天才少女。虎覇電征は虎の血族で構成される戦闘集団でもあり、彼女自身荒事と無縁ではない。
恩劉文（オン リュウモン）
麗汎の執事。
笹原祐太郎（ささはら ゆうたろう）
東京都知事。作家でもある。東京に経済特区を設けカジノを建設しようと考えている。七十歳になるが若々しく熱い気性の持ち主。日本にも深く根を下ろす伯爵の支配を憂う一人である。
古田幹夫（ふるた みきお）
元政治家秘書。伯爵を日本のためにならない存在と考え、虎之介たちに協力する。

## 用語
ハムルとハムランムル
ハムルとは、動物への変身やテレパシーのような感応力、驚異的な再生力を含む能力のこと。正確には動物への変身能力を中心とした能力の核（コア）を指す。ハムルの力を発揮できる者をハムランムル（「ハムルを持つ者」の意）といい、彼らが変身できる動物は属する血族（クラン）によって異なる。ただし血族（クラン）の血を引いていても絶対にハムルが覚醒するとは限らない。
血族（クラン）
ハムランムルの四つの血族。かつて現代のタクラマカン砂漠にあたる場所に住んでいたが、そこを潤していた巨大湖の枯渇とそれに伴う食料争いがきっかけで故郷を離れることになる。
虎の血族（タイガー・クラン）
東に向かった血族。中国・朝鮮半島・日本列島に居住。
熊の血族（ベア・クラン）
北に向かった血族。ロシア・スカンジナビア半島に居住。
狼の血族（ウルフ・クラン）
西に向かった血族。ヨーロッパに居住。
獅子の血族（ライオン・クラン）
南に向かった血族。インド・中央アジア・中東に居住。人口は四つの血族の中で最も少ない。

## 既刊一覧

### 小説

#### ジャンプ ジェイ ブックス版
- 田中芳樹（著） / 坂本眞一（イラスト） 『KLAN』 集英社〈ジャンプ ジェイ ブックス〉、1995年10月9日第1刷発行（10月4日発売[3]）、ISBN 4-08-703039-3

#### スーパーダッシュ文庫
- 田中芳樹（著、1巻） / 霜越かほる（著、2巻 - 4巻） / 浅野智哉（著、5巻 - 6巻） / 白川晶（著、7巻 - 9巻・外伝） / 岡崎裕信（著、10巻 - 12巻） / いのまたむつみ（イラスト）、集英社〈スーパーダッシュ文庫〉、全13巻
  - 『KLAN』2001年7月25日発売[4]、ISBN 4-08-630038-9
  - 『KLAN II 逃亡編』2001年10月25日発売[5]、ISBN 4-08-630056-7
  - 『KLAN III 迷走編』2002年2月22日発売[6]、ISBN 4-08-630067-2
  - 『KLAN IV 野望編』2002年8月23日発売[7]、ISBN 4-08-630092-3
  - 『KLAN V 苦闘編』2003年2月25日発売[8]、ISBN 4-08-630117-2
  - 『KLAN VI 策謀編』2003年6月25日発売[9]、ISBN 4-08-630131-8
  - 『KLAN VII 暗闘編』2003年9月25日発売[10]、ISBN 4-08-630146-6
  - 『KLAN アリョーシャ特別篇』2003年12月19日発売[11]、ISBN 4-08-630160-1
  - 『KLAN VIII 覚醒編』2004年11月25日発売[12]、ISBN 4-08-630198-9
  - 『KLAN IX 反撃編』2005年8月25日発売[13]、ISBN 4-08-630252-7
  - 『KLAN X 宿敵編』2008年6月25日発売[14]、ISBN 978-4-08-630433-7
  - 『KLAN XI 盟友編』2008年7月25日発売[15]、ISBN 978-4-08-630438-2
  - 『KLAN XII 完結編』2008年8月22日発売[16]、ISBN 978-4-08-630444-3

### 漫画
- 田中芳樹（原作） / フカキショウコ（作画） 『KLAN』 ソフトバンククリエイティブ〈フレックスコミックス〉、全3巻
  1. 2011年3月12日発売[17]、ISBN 978-4-7973-6398-2
  2. 2011年9月12日発売[18]、ISBN 978-4-7973-6684-6
  3. 2012年2月12日発売[19]、ISBN 978-4-593-85679-4